# Vitalij Davydov
Vitalij Davydov (rusky Виталий Семёнович Давыдов; * 1. dubna 1939, Moskva) je bývalý sovětský hokejový obránce. Se sovětskou hokejovou reprezentací se stal trojnásobným olympijským vítězem. Sedmkrát zvítězil na Mistrovství světa v ledním hokeji.
Po celou svou kariéru hrál v klubu Dynamo Moskva.